# Ruta de Illinois 138
La Ruta de Illinois 138, y abreviada IL 138 (en inglés: Illinois Route 138) es una carretera estatal estadounidense ubicada en el estado de Illinois. La carretera inicia en el oeste desde la IL 159     en Bunker Hill hacia el este en la US 66     en Mount Olive. La carretera tiene una longitud de 24,1 km (14.95 mi).

## Mantenimiento
Al igual que las autopistas interestatales, y las rutas federales y el resto de carreteras estatales, la Ruta de Illinois 138 es administrada y mantenida por el Departamento de Transporte de Illinois por sus siglas en inglés IDOT.

## Cruces
La Ruta de Illinois 138 es atravesada principalmente por la  I 55     en White City.